# Юсуф Язиджи
Юсуф Язиджи (тур. Yusuf Yazıcı; нар. 29 січня 1997, Трабзон, Туреччина) — турецький футболіст, атакувальний півзахисник грецького «Олімпіакоса» та національної збірної Туреччини.
Навчався в молодіжній академії «Трабзонспора», дебютував у першій команді в грудні 2015 року, у віці 18 років, та зіграв понад 80 матчів у турецькому чемпіонату. У 2019 році він приєднався до «Лілля» за 17,5 мільйонів євро, включаючи 1 млн різноманітних бонусів, що є найуспішнішим у фінансовому плані трансфером «Трабзонспора». У червні 2017 року дебютував у футболці національної збірної Туреччини.

## Клубна кар'єра

### «Трабзонспор»
Юсуф народився в турецькому місті Трабзон. Під час навчання в Анатолійській середній школі Трабзона імені Ердогду був частиною футбольної команди, яка виграла Чемпіонами світу з футболу з-поміж середніх шкіл. Потім навчався в молодіжній академії місцевого «Трабзонспора», з дорослою командою якого 21 грудня 2015 року підписав свій перший професіональний контракт. Наступного дня дебютував у дорослому футболі, вийшовши на поле в стартовому складі переможного (2:1) поєдинку Кубку Туреччини проти «Газіантепспора». Деебютував у Суперлізі 2 лютого 2016 року в програному (1:2) поєдинку проти «Акхісар Беледієспор». Вийшов на поле у другому таймі, замінивши Мусу Нізама. 8 травня відзначився двома голами, а також двома гольовими передачами у переможному (6:0) поєдинку проти «Різеспора». Незважаючи на це, став наймолодшим гравцем, який відзначився голом Суперліги у сезоні 2015/16 років (у віці 19 років). Загалом провів дев'ять матчів у всіх змаганнях за сезон, забив двічі, коли «Трабзонспор» фінішував на 12-у місці.
У середині наступного сезону, 22 грудня, відзначився дебютними голами в національному кубку, відзначившись «дублем» у переможному (5:0) поєдинку проти «Кизилчабулукспора». Після відходу основного півзахисника Мехмета Екіджі, наступного року Язиджи отримав більше ігрового часу в першій команді, а в березні підписав новий п'ятирічний контракт з річною зарплатнею в щонайменше 250 000 турецьких лір. Закінчив місяць, відзначившись переможним (2:0) голом у поєдинку проти «Галатасараю», на якому були присутні скаути англійського «Манчестер Юнайтед» та нідерландського ПСВ. Зрештою, Юсуф завершив сезон, відзначившись 6-а голами у 22 матчах у всих змаганнях.
22 жовтня 2017 року отримав свою першу в кар'єрі червону карту, по завершенні програного (0:1) поєдинку проти «Єні Малатьяспор». Наприкінці місяця відзначився голом, який приніс перемогу над «Галатасараєм» (2:1). У січні наступного року названий УЄФА одним із 50 молодих гравців, за яким слідкували в 2018 році, вище вказаний сезон завершив з 10 голами та 5-а результативними передачами у 33 матчах чемпіонату. Наступного сезону відзначився 3-а голами та 4-а результативними передачами в 34-х матчах у всих турнірах.
6 червня 2019 року, за словами президента Ахмета Агаоглу, Язиджи погодився перейти в «Лілль». Хоча Агаоглу й спростував факт переходу Юсуфа до «Лілля», 6 липня 2019 року Жерар Лопес, президент «Лілля», заявив, у клуба та Язиджи є взаємний інтерес. 14 липня 2019 року Юсуф, за даними ЗМІ, подав запит керівництву Трабзонспору, щоб продовжити переговори з «Ліллем». 17 липня 2019 року Агаоглу заявив, що трансфер Язиджи в «Лілль» ще далекий до завершення, а перехід Юсуфа не стоїть на порядку денного клубу через те, що в такому варіанті пропозиція не задовільняє «Трабзонспор». 4 серпня 2019 року Язиджи повідомив на своєму акаунті в Instagram, що вирішив залишити клуб, щоб «успішно представляти «Трабзонспор» за кордоном». 4 серпня 2019 року «Трабзонспор», за даними ЗМІ, домовився з «Ліллем» про перехід Юсуфа за 17,5 мільйонів євро та 50 % трансферних прав на португальського захисника Едгара Іє. Язиджи залишив клуб 5 серпня 2019 року, здійснивши відповідний рейс з аеропорту Трабзона до Франції.

### «Лілль»
6 серпня 2019 року Язиджи приєднався до «Лілля», підписавши з клубом контракт на 5 років. 6 серпня 2019 року «Трабзонспор» розкрив деталі трансферу, за яким підтвердив суму відступних — 17,5 мільйонів євро, в тому числі й 1 млн євро як бонуси за вдалі виступи в новій команді, завдяки цьому перехід Юсуфа став найдорожчим в історії «Трабзонспора». У новому клубі обрав футболку з 12-м ігровим номером. Дебютував у Лізі 1 11 серпня 2019 року на стадіоні «П'єр Моруа» в переможному (2:1) поєдинку проти «Нанта»: Язиджи вийшов на поле в стартовому складі, а на 68-й хвилині матчу його замінили. Зігравши більшість матчів як основний атакувальний півзахисник команди, 18 грудня 2019 в грі проти «Монако» Язиджи зазнав розриву хрестоподібних зв'язок правого коліна та вибув до завершення сезону.

### «Олімпіакос»
28 вересня 2024 року Язиджі підписав трирічний контракт з грецьким клубом та чинним переможцем Ліги Конференцій — «Олімпіакосом».

## Кар'єра в збірній

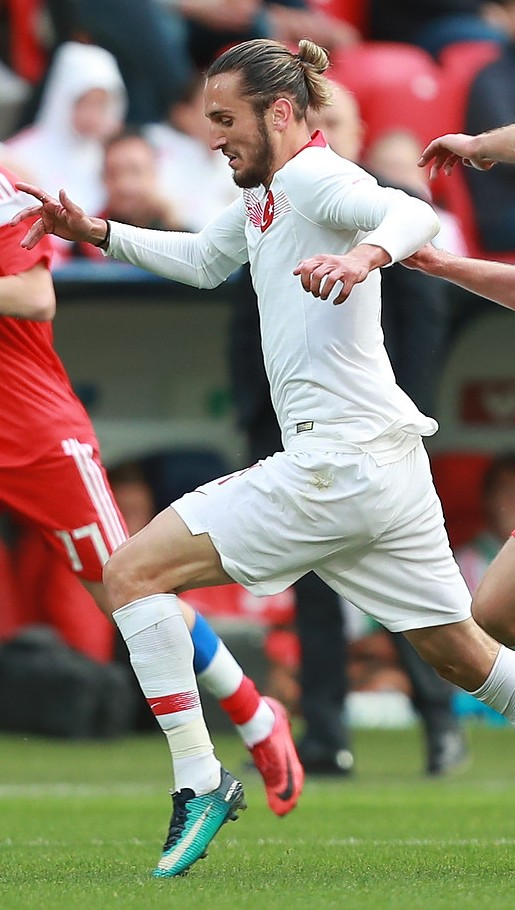
Юсуф Язиджи у футболці збірної Туреччини в товариському матчі проти Росії, 2018 рік.

### Юнацькі та молодіжні збірні
Дебютував у футболці юнацької збірної Туреччини U-19 в програному (2:3) поєдинку проти однолітків з Чехії. Язиджи відкрив рахунок у тому матчі, але цього не вистачило для перемоги над чехами. Також виступав за молодіжну збірну Туреччини.

### Головна збірна
У футболці національної збірної Туреччини дебютував 11 червня 2017 року в переможному (4:1) поєдинку кваліфікації чемпіонату світу 2018 року проти Косова, в якому відзначився результативною передачею під час четвертого голу турецької збірної.

## Статистика виступів

### Клубна
Станом на 21 січня 2021.
| Сезон                    | Клуб                     | Чемпіонат                | Чемпіонат | Чемпіонат | Нац. кубок | Нац. кубок | Нац. кубок | Єврокубки | Єврокубки | Єврокубки | Інші кубки | Інші кубки | Інші кубки | Загалом | Загалом |
| Сезон                    | Клуб                     | Змаг.                    | Матчі     | Голи      | Змаг.      | Матчі      | Голи       | Змаг.     | Матчі     | Голи      | Змаг.      | Матчі      | Голи       | Матчі   | Голи    |
| ------------------------ | ------------------------ | ------------------------ | --------- | --------- | ---------- | ---------- | ---------- | --------- | --------- | --------- | ---------- | ---------- | ---------- | ------- | ------- |
| гр. 2015—2016            | «Трабзонспор»            | СЛ                       | 6         | 2         | КТ         | 3          | 0          | -         | -         | -         | -          | -          | -          | 9       | 2       |
| 2016-2017                | «Трабзонспор»            | СЛ                       | 18        | 4         | КТ         | 4          | 2          | -         | -         | -         | -          | -          | -          | 22      | 6       |
| 2017-2018                | «Трабзонспор»            | СЛ                       | 33        | 10        | КТ         | 2          | 0          | -         | -         | -         | -          | -          | -          | 34      | 9       |
| 2018-2019                | «Трабзонспор»            | СЛ                       | 30        | 4         | КТ         | 4          | 0          | -         | -         | -         | -          | -          | -          | 34      | 4       |
| Загалом за «Трабзонспор» | Загалом за «Трабзонспор» | Загалом за «Трабзонспор» | 87        | 20        |            | 13         | 2          |           | -         | -         |            | -          | -          | 100     | 22      |
| 2019-2020                | «Лілль»                  | Л1                       | 18        | 1         | КФ+КЛ      | 0+1        | 0          | ЛЧУ       | 6         | 0         | -          | -          | -          | 25      | 1       |
| 2020-2021                | «Лілль»                  | Л1                       | 32        | 7         | КФ         | 2          | 0          | ЛЄУ       | 8         | 7         | -          | -          | -          | 42      | 14      |
| 2021-2022                | «Лілль»                  | Л1                       | 15        | 1         | КФ         | 2          | 0          | ЛЧУ       | 5         | 0         | СКФ        | 1          | 0          | 23      | 1       |
| Загалом за «Лілль»       | Загалом за «Лілль»       | Загалом за «Лілль»       | 65        | 9         |            | 5          | 0          |           | 19        | 7         |            | 1          | 0          | 90      | 16      |
| Усього за кар'єру        | Усього за кар'єру        | Усього за кар'єру        | 152       | 29        |            | 18         | 2          |           | 19        | 7         |            | 1          | 0          | 190     | 38      |

### У збірній
| Дата       | Місто            | Господарі  | Результат | Гості      | Турнір                               | Голи | Примітки |
| ---------- | ---------------- | ---------- | --------- | ---------- | ------------------------------------ | ---- | -------- |
| 11-6-2017  | Шкодер           | Косово     | 1 – 4     | Туреччина  | Відбір до ЧС 2018                    | -    | 74'      |
| 9-10-2017  | Турку            | Фінляндія  | 2 – 2     | Туреччина  | Відбір до ЧС 2018                    | -    | 75'      |
| 9-11-2017  | Клуж-Напока      | Румунія    | 2 – 0     | Туреччина  | товариський матч                     | -    | 45'      |
| 13-11-2017 | Анталія          | Туреччина  | 2 – 3     | Албанія    | товариський матч                     | -    | 75'      |
| 23-3-2018  | Анталія          | Туреччина  | 1 – 0     | Ірландія   | товариський матч                     | -    | 87'      |
| 27-3-2018  | Подгориця        | Чорногорія | 2 – 2     | Туреччина  | товариський матч                     | -    | 70'      |
| 28-5-2018  | Стамбул          | Туреччина  | 2 – 1     | Іран       | товариський матч                     | -    | 65'      |
| 1-6-2018   | Женева           | Туніс      | 2 – 2     | Туреччина  | товариський матч                     | -    | 46'      |
| 5-6-2018   | Москва           | Росія      | 1 – 1     | Туреччина  | товариський матч                     | -    | 46'      |
| 7-8-2018   | Трабзон          | Туреччина  | 1 – 2     | Росія      | Ліга Націй                           | -    | 57'      |
| 25-3-2019  | Ескішехір        | Туреччина  | 4 – 0     | Молдова    | Відбір до ЧЄ 2020                    | -    | 66'      |
| 30-5-2019  | Анталія          | Туреччина  | 2 – 1     | Греція     | товариський матч                     | -    | 46'      |
| 8-6-2019   | Конья            | Туреччина  | 2 – 0     | Франція    | Відбір до ЧЄ 2020                    | -    | 85'      |
| 11-6-2019  | Рейк'явік        | Ісландія   | 2 – 1     | Туреччина  | Відбір до ЧЄ 2020                    | -    | 46'      |
| 7-9-2019   | Стамбул          | Туреччина  | 1 – 0     | Андорра    | Відбір до ЧЄ 2020                    | -    | 90+1'    |
| 10-9-2019  | Кишинів          | Молдова    | 0 – 4     | Туреччина  | Відбір до ЧЄ 2020                    | 1    | 80'      |
| 11-10-2019 | Стамбул          | Туреччина  | 1 – 0     | Албанія    | Відбір до ЧЄ 2020                    | -    | 80'      |
| 14-11-2019 | Стамбул          | Туреччина  | 0 – 0     | Ісландія   | Відбір до ЧЄ 2020                    | -    | 81'      |
| 17-11-2019 | Андорра-ла-Велья | Андорра    | 0 – 2     | Туреччина  | Відбір до ЧЄ 2020                    | -    |          |
| 3-9-2020   | Сівас            | Туреччина  | 0 – 1     | Угорщина   | Ліга націй УЄФА 2020-2021 - 1-й етап | -    | 46'      |
| 6-9-2020   | Белград          | Сербія     | 0 – 0     | Туреччина  | Ліга націй УЄФА 2020-2021 - 1-й етап | -    | 37'      |
| 7-10-2020  | Кельн            | Німеччина  | 3 – 3     | Туреччина  | товариський матч                     | -    | 46'      |
| 11-10-2020 | Москва           | Росія      | 1 – 1     | Туреччина  | Ліга націй УЄФА 2020-2021 - 1-й етап | -    | 90+2'    |
| 14-10-2020 | Стамбул          | Туреччина  | 2 – 2     | Сербія     | Ліга націй УЄФА 2020-2021 - 1-й етап | -    | 76'      |
| 11-11-2020 | Стамбул          | Туреччина  | 3 – 3     | Хорватія   | товариський матч                     | -    | 46'      |
| 15-11-2020 | Стамбул          | Туреччина  | 3 – 2     | Росія      | Ліга націй УЄФА 2020-2021 - 1-й етап | -    | 86'      |
| 18-11-2020 | Будапешт         | Угорщина   | 2 – 0     | Туреччина  | Ліга націй УЄФА 2020-2021 - 1-й етап | -    | 55'      |
| 24-3-2021  | Стамбул          | Туреччина  | 4 – 2     | Нідерланди | Відбір до ЧС 2022                    | -    | 64'      |
| 27-3-2021  | Малага           | Норвегія   | 0 – 3     | Туреччина  | Відбір до ЧС 2022                    | -    | 69'      |
| 30-3-2021  | Стамбул          | Туреччина  | 3 – 3     | Латвія     | Відбір до ЧС 2022                    | -    | 66'      |
| 3-6-2021   | Падерборн        | Туреччина  | 2 – 0     | Молдова    | товариський матч                     | -    | 68'      |
| 11-6-2021  | Рим              | Італія     | 3 – 0     | Туреччина  | ЧЄ 2020 - 1-й етап                   | -    | 46'      |
| 16-6-2021  | Баку             | Туреччина  | 0 – 2     | Уельс      | ЧЄ 2020 - 1-й етап                   | -    | 46'      |
| 20-6-2021  | Баку             | Швейцарія  | 3 – 1     | Туреччина  | ЧЄ 2020 - 1-й етап                   | -    | 64'      |
| 1-9-2021   | Стамбул          | Туреччина  | 2 – 2     | Чорногорія | Відбір до ЧС 2022                    | 1    | 66'      |
| 4-9-2021   | Гібралтар        | Гібралтар  | 0 – 3     | Туреччина  | Відбір до ЧС 2022                    | -    |          |
| 7-9-2021   | Амстердам        | Нідерланди | 6 – 1     | Туреччина  | Відбір до ЧС 2022                    | -    | 90+1'    |
| 8-10-2021  | Стамбул          | Туреччина  | 1 – 1     | Норвегія   | Відбір до ЧС 2022                    | -    | 70' 84'  |
| 24-3-2022  | Порту            | Португалія | 3 – 1     | Туреччина  | Відбір до ЧС 2022                    | -    | 80'      |
| Усього     |                  | Матчів     | 39        |            | Голів                                | 2    |          |

## Титули і досягнення
- Чемпіон Франції (1):

«Лілль»: 2020–21
- Володар Суперкубка Франції (1):

«Лілль»: 2021
- Чемпіон Греції (1):

«Олімпіакос»: 2024–25
- Володар Кубка Греції (1):

«Олімпіакос»: 2024–25
- Найкращий бомбардир розіграшу Ліги Європи: 2020–2021 (7 м'ячів, разом із Піцці, Морено, Борхою)